# Odjazd (film 1991)
Odjazd – polski film obyczajowy z 1991 roku. W 1995 roku powstała trzyodcinkowa wersja telewizyjna, również pod tytułem Odjazd.
Film kręcony w Reszlu.

## Obsada aktorska
- Teresa Budzisz-Krzyżanowska – Hilda Baumler/Augusta Baumler, matka Hildy w latach 30./40.
- Halina Winiarska – Augusta Baumler, matka Hildy
- Grażyna Jędras – Hilda Baumler w latach 40.
- Małgorzata Lipmann – Hilda Baumler w latach 30.
- Krzysztof Janczar – Karol Lewicki, miłość Hildy/Gunther, syn Karola
- Maria Ciunelis – siostra Anna, pielęgniarka w Domu Rencisty
- Wojciech Siemion – Gozdek
- Wiesław Komasa – Joachim Baumler, ojciec Hildy
- Dariusz Sikorski – Mirek Wrona
- Olaf Lubaszenko – ksiądz
- Agnieszka Wosińska – pasierbica ojca Mirka